# Stylidium nonscandens
Stylidium nonscandens är en tvåhjärtbladig växtart som beskrevs av S. Carlquist. Stylidium nonscandens ingår i släktet Stylidium och familjen Stylidiaceae. Inga underarter finns listade i Catalogue of Life.